# Hans Ganz
Hans Ganz (* 9. März 1890 in Zürich; † 27. Juli 1957 ebenda) war ein Schweizer Schriftsteller, Maler und Komponist.

## Leben
Hans Ganz war der Sohn des Porträtfotografen Rudolf Ganz und seiner Frau Sophie Henriette, geborene Bartenfeld. Seine Geschwister waren der Fotograf und Filmpionier Emil Ganz, der Kunsthistoriker Paul Ganz und der Komponist, Pianist und Dirigent Rudolph Ganz. Sein Grossvater war der Fotograf, Erfinder und Filmpionier Johannes Ganz.
Er absolvierte das Gymnasium im Landerziehungsheim Glarisegg/Kanton Thurgau und studierte ab 1908 Philosophie, Psychologie, Kunstgeschichte und Musikwissenschaft an den Universitäten Göttingen, Leipzig, München, Berlin und Basel. 1917 promovierte er an der Universität Basel zum Doktor der Philosophie. Während des Ersten Weltkriegs war Ganz Oberleutnant der Schweizer Armee; gleichzeitig stand er in Zürich auch in Verbindung zu pazifistischen Kreisen und wurde, nachdem er 1917 offen die Oktoberrevolution begrüßt hatte, von seinem Offiziersposten beurlaubt. Ganz war als Hilfslehrer in Glarisegg und Zuoz/Kanton Graubünden tätig. Anschließend lebte er als Schriftsteller, Maler und Komponist in Zürich und von 1924 bis 1929 in Paris. Daneben unternahm er ausgedehnte Reisen, die ihn nach Marokko, Spanien, 1933 in die Sowjetunion sowie 1937 in die Vereinigten Staaten führten.
1937 wurden in der Nazi-Aktion „Entartete Kunst“ seine Lithografie Junger Marokkaner (57 × 45 cm) aus dem Stadtmuseum Ulm beschlagnahmt und vernichtet.
Hans Ganz’ literarisches Werk, das in seinen Anfängen stark vom
Expressionismus beeinflusst ist, umfasst erzählende Prosa, Dramen und eine Biografie Johann Heinrich Pestalozzis.

## Werke
- Tereus, Berlin 1910
- Peter das Kind, Zürich [u. a.] 1915
- Der Morgen, Zürich 1917
- Das Unbewußte bei Leibniz in Beziehung zu modernen Theorien, Zürich 1917 (Diss. Universität Basel 1917)
- Im Hause Frau Klaras, Frauenfeld [u. a.] 1918
- Der Lehrling, Potsdam 1920
- Pestalozzi, Zürich 1946